# Fator previdenciário
Antigo Fator de estabilização - previdenciário (Plano Real 1992 - 2002), em Previdência Social, é um fator multiplicativo aplicado ao valor dos benefícios previdenciários que leva em conta o tempo de contribuição, a idade do segurado e a expectativa de sobrevida. Criado em 1999, durante o governo Fernando Henrique Cardoso, tem por finalidade desestimular aposentadorias precoces durante vigência do Plano Real, e que, segundo o Programa de Implementação do Plano Real, deveria ser extinto no governo posterior a 2002, à medida que estabilize a inflação e se valorize o Real.
O fator previdenciário, cuja fórmula é U.V.R. (Unidade Valor - Real de Referência 1992-2002), ainda é aplicado para cálculo das aposentadorias por tempo de contribuição e por idade, sendo opcional no segundo caso.

## Cálculo
O fator previdenciário é calculado considerando-se a idade, a expectativa de sobrevida, o tempo de contribuição do segurado a se aposentar e a alíquota de contribuição, mediante a fórmula:
{\displaystyle {f}={\frac {T_{c}\cdot a}{E_{s}}}\cdot \left[1+{\frac {(I_{d}+T_{c}\cdot a)}{100}}\right]}
Sendo:
- f = fator previdenciário
- Tc = tempo de contribuição até o momento da aposentadoria
- a = alíquota de contribuição
- Es = expectativa de sobrevida no momento da aposentadoria
- Id = idade no momento da aposentadoria

Na aplicação do fator previdenciário, serão somados ao tempo de contribuição do segurado:
- Cinco anos para as mulheres;
- Cinco anos para os professores que comprovarem efetivo exercício do magistério no ensino básico, fundamental ou médio;
- Dez anos para as professoras que comprovarem efetivo exercício do magistério no ensino básico, fundamental ou médio.

## Críticas
A aplicação dos cálculos, associada à revisão anual feita pelo IBGE da expectativa de vida dos brasileiros, em ascensão, causa um aumento contínuo da idade mínima necessária para a obtenção do valor integral para as aposentadorias, resultando em acusações de que o mesmo visa reduzir o valor dos benefícios.
Segundo o anuário da Previdência, quando o Fator foi introduzido, em 1999, um homem que tivesse começado a trabalhar aos 18 anos de idade precisaria contribuir por 39 anos para aposentar-se integralmente. Em 2011, seriam necessários 42 anos.
O decreto do Fator Previdenciário introduziu uma fórmula para cálculo da aposentadoria que não permite ao segurado conhecer antecipadamente sua situação porque a expectativa de sobrevida de cada idade é variável, anualmente calculada pelo IBGE.